# Rotuloplocamia
Rotuloplocamia is een geslacht van sponsdieren uit de klasse van de Demospongiae (gewone sponzen).

## Soorten
- Rotuloplocamia octoradiata Lévi, 1952
- Rotuloplocamia plena (Sollas, 1879), dezelfde soort als Antho (Acarnia) plena